# Nankingi szerződés
A nankingi szerződést (más formákban nankingi béke, nanjingi szerződés) az első ópiumháború lezárásaképpen 1842. augusztus 29-én Nanking városában (nevének korabeli formája Nanking volt, hasonlóképpen a Peijing-Peking párhuzamhoz) írták alá az Egyesült Királyság és Kína (a Csing-dinasztia) képviselői.
Ez volt az első olyan szerződés, amelyet a kínai fél szóhasználata nyomán egyenlőtlen szerződésként vált ismertté a nemzetközi jogban, különösképpen azért, mert csak Kína számára tartalmazott kötelezettségeket.
A szerződést a Nanjing előtt horgonyzó HMS Cornwallis hadihajó fedélzetén „tárgyalták” és írta alá brit részről Sir Henry Pottinger, valamint a kínai császár képviseletében Qiying, Elepoo, és Niujian hivatalnok.
A dokumentum tizenhárom cikkből állt. Kilenc hónappal később ratifikálta azt Viktória brit királynő és Daoguang kínai császár.

## A szerződés rendelkezései

### Külkereskedelem
A brit fél fő célja a kétoldalú külkereskedelem rendszerének, az 1760 óta életben lévő kantoni rendszer megváltoztatása volt. Ennek jegyében öt kikötőt megnyitottak a britek számára, ahol tetszésük szerint kereskedhettek: Kanton (1949-ig volt érvényben), Amoj (Xiamen, 1930-ig), Fucsou (Fuzhou), Ningpo (Ningbo) és Sanghaj (1949-ig). Ezekben a kikötőkben brit konzulok működhettek, a kínai hatóságok elismerték a brit alattvalók területenkívüli státusát (brit konzuli bíráskodás alá tartoztak).

### Kártérítés
A kínai kormányzat kötelezettséget vállalt 6 millió ezüstdollár megfizetésére az 1839-ben általuk a brit kereskedőktől elkobzott ópium fejében, további 3 milliót korábbi kereskedelmi tartozások fejében és 12 milliót a hadi költségekre.
A Csing kormány ugyancsak vállalta a brit hadifoglyok szabadon bocsátását és amnesztia nyújtását a britekkel együttműködő kínaiak számára.

### Hongkong átengedése
E szerződésben engedte át Kína Hongkongot a brit korona fennhatósága alá.